# National Provincial Championship Division 2 1998
La National Provincial Championship Division 2 1998 fue la vigésimo tercera edición de la segunda división del principal torneo de rugby de Nueva Zelanda.

## Sistema de disputa
El torneo se disputa en formato todos contra todos a una sola ronda, los primeros cuatro clasificados al finalizar la fase regular clasifican a semifinales, los ganadores de estas clasifican a la final, el equipo que gana la final se corona campeón y asciende directamente a Primera División.
El equipo que termina en último lugar desciende directamente a la Tercera División. 

## Campeonato
Tabla de posiciones
| Pos. | Equipo          | Encuentros | Encuentros | Encuentros | Encuentros | Tantos | Tantos | Tantos | PB | PB | Puntos |
| Pos. | Equipo          | PJ         | PG         | PE         | PP         | F      | C      | Dif    | BO | BD | Puntos |
| ---- | --------------- | ---------- | ---------- | ---------- | ---------- | ------ | ------ | ------ | -- | -- | ------ |
| 1.º  | Central Vikings | 8          | 8          | 0          | 0          | 363    | 88     | +276   | 7  | 0  | 39     |
| 2.º  | Bay of Plenty   | 8          | 5          | 0          | 3          | 189    | 124    | +65    | 2  | 0  | 22     |
| 3.º  | Marlborough     | 8          | 4          | 1          | 3          | 185    | 197    | -12    | 3  | 1  | 22     |
| 4.º  | Nelson Bays     | 8          | 4          | 1          | 3          | 163    | 171    | -8     | 1  | 1  | 20     |
| 5.º  | Thames Valley   | 8          | 4          | 0          | 4          | 150    | 201    | -51    | 1  | 2  | 19     |
| 6.º  | Wanganui        | 8          | 4          | 0          | 4          | 140    | 135    | +5     | 1  | 1  | 18     |
| 7.º  | King Country    | 8          | 1          | 0          | 7          | 125    | 226    | -101   | 1  | 3  | 8      |
| 8.º  | Wairarapa Bush  | 8          | 1          | 0          | 7          | 126    | 287    | -161   | 0  | 2  | 6      |

|  | Semifinalistas.               |
|  | Desciende a Tercera División. |

### Semifinales
| 16 de octubre | Central Vikings | 23 - 20 | Nelson Bays |  |  |

| 18 de octubre | Bay of Plenty | 35 - 3 | Marlborough |  |  |

### Final
| 23 de octubre | Central Vikings | 33 - 18 | Bay of Plenty |  |  |

| Bandera de Nueva Zelanda |
| Campeón Central Vikings  |
| Primer título            |